# Стів Гарпер
Стів Га́рпер (англ. Steve Harper, нар. 14 березня 1975, Еазінгтон) — англійський футболіст, воротар. Після закінчення кар'єри — тренер.

## Ігрова кар'єра
З 1993 року залучався до складу основної команди «Ньюкасл Юнайтед» як резервний воротар, жодного разу в матчах чемпіонату на поле не виходив.
Натомість з 1995 по 1998 рік грав на умовах оренди у складі команд з нижчих ліг «Бредфорд Сіті», «Гейтсгед», «Стокпорт Каунті», «Гартлпул Юнайтед» та «Гаддерсфілд Таун».
Своєю грою за останню команду знову привернув увагу представників тренерського штабу клубу «Ньюкасл Юнайтед», до складу якого повернувся 1998 року. Цього разу відіграв за команду з Ньюкасла наступні тринадцять сезонів своєї ігрової кар'єри, значну частину часу був основним голкіпером «сорок».
Частину 2011 року захищав на умовах оренди кольори команди клубу «Брайтон енд Гоув».
Знову повернувся до «Ньюкасл Юнайтед» 2012 року.